# Wiartel
Wiartel (niem. Wiartel) – wieś w Polsce położona w województwie warmińsko-mazurskim, w powiecie piskim, w gminie Pisz.
Do 1954 roku siedziba gminy Wiartel. W latach 1954–1971 wieś należała i była siedzibą władz gromady Wiartel, po jej zniesieniu w gromadzie Turośl. W latach 1975–1998 miejscowość administracyjnie należała do województwa suwalskiego.
Zobacz też: Wiartel Mały